# 전국화물자동차운송주선사업연합회
전국화물자동차운송주선사업연합회(全國貨物自動車運送周旋事業聯合會, Korea Freight Forwarders Association ; KFFA)는 화물자동차운송주선사업의 건전한 발전과 공동이익을 도모하기 위하여 설립된 단체이다. 서울특별시 금천구 가산디지털1로 212 (가산동) 코오롱애스틴 706호에 위치하고 있다.

## 설립 근거
- 화물자동차 운수사업법[3]

## 연혁
- 1987년 12월 2일 전국자동차운송알선사업조합 설립인가(교통부 제87-1호) 초대이사장 조동익 취임
- 1988년 2월 11일 전국조합 사무실을 구로구 구로동 1125-3으로 이전
- 1991년 2월 1일 전국자동차운송알선사업조합 제2대 이사장 정환창 취임
- 1992년 1월 8일 시·도별 자동차운송알선사업조합 설립
- 1992년 10월 8일 전국자동차운송알선사업조합 해산
- 1992년 10월 9일 (가칭)전국자동차운송알선사업조합연합회 창립총회
- 1992년 10월 29일 (가칭)전국자동차운송알선사업조합연합회 초대회장 정환창 선출
- 1993년 1월 8일 전국자동차운송알선사업조합연합회 설립인가 (교통부제93-1호)
- 1993년 9월 14일 전국자동차운송알선사업조합연합회 제2대 회장 이삼조 취임
- 1997년 1월 8일 제2기 임원 및 제3대 회장 이삼조 취임
- 1998년 2월 17일 전국화물자동차운송주선사업연합회로 명칭 변경
- 1999년 1월 8일 제3기 임원 및 제4대 회장 이삼조 취임
- 2002년 1월 8일 제5대 연합회장 손영택 취임
- 2005년 1월 8일 제6대 연합회장 손영택 취임
- 2005년 11월 29일 연합회 사무실을 금천구 가산동 코오롱 애스턴 706호로 분양 이전
- 2007년 4월 11일 제7대 연합회장 신정식 취임
- 2008년 3월 1일 제8대 연합회장 손병삼 취임
- 2011년 3월 30일 제9대 연합회장 명영석 취임

## 주요 업무
- 화물자동차운송주선사업의 건전한 발전과 주선사업자의 공동이익을 도모하는 사업
- 화물자동차운송주선사업의 진흥, 발전에 필요한 통계의 작성 및 관리, 외국자료의 수집·조사 및 연구사업
- 경영자와 운송주선종사자의 교육훈련
- 화물자동차운송주선사업의 경영개선을 위한 지도
- 국토교통부 장관으로부터 위탁받은 업무의 처리
- 위 사항에 부수되는 사업

## 조직

### 이사

#### 전무이사

##### 기획부
- 총무과
- 경리과

##### 지도교육부
- 지도과
- 교육홍보과

## 같이 보기
- 전국화물자동차운송사업연합회
- 전국개별화물자동차운송사업연합회
- 전국용달화물자동차운송사업연합회
- 화물복지재단
- 한국교통연구원